# Росія-2
«Росія-2» — Колишній російський пропагандистський загальнонаціональний спортивно-пізнавально-розважальний телеканал. Входить до складу Всеросійської державної телерадіокомпанії. Вийшов в ефір 12 червня 2003 року під назвою «Спорт». 1 січня 2010 змінив назву на «Росія-2».

## Історія телеканалу
- Питання про необхідність безкоштовного спортивного мовлення в країні виник ще в 2002 року, коли в порожнє ефірний час телеканалу ТВ-6 мовила ефірна версія телеканалу «НТВ-Плюс Спорт»[1], а також після випадку з показом фінального матчу кубка Девіса (турнір не був показаний на федеральному ТБ в зв'язку з тим, що права на його трансляцію належали компанії НТВ-Плюс)[2]. На початку червня 2003 року президент Росії Володимир Путін заявив, що у громадян Росії повинен бути загальнодоступний спортивний телеканал[3].
- 12 червня 2003 року ВГТРК запустила телеканал під назвою «Спорт». На той момент телеканал не мав метрової частоти, а віщав на 25-му каналі, де повинна була виходити російська версія телеканалу «Euronews». Засновниками нового телеканалу стали ВГТРК, Держкомспорт РФ, уряд Москви і некомерційне партнерство «Росмедіаком», до складу якого увійшли Зовнішекономбанк, Сбербанк та ВГТРК[4].
- 22 червня 2003 телеканал «Спорт» зайняв частоту ЗАТ «Шостий телеканал» (ТВЗ). Для цього Минпечати тимчасово, до кінця 2004 року надало частоту[5].
- Після відключення каналу ТВС власник ліцензії — Московська незалежна мовна корпорація до кінця 2004 року передала права на мовлення телеканалу «Спорт» Телеканал «Спорт» може зникнути з "шостий Згодом МНВК була ліквідована[6], і в результаті мовлення телеканалу тривало аж до липня 2007 року, коли ліцензія минула. Спортивна тематика суперечила умовам ліцензії, згідно з якою на шостий кнопці мав віщати суспільно-політичний телеканал[7]. Також в основі ліцензії МНВК лежала концепція каналу ТВ-6, який перестав існувати з політичних причин у 2002 році[8].
- У лютому 2006 року, під час трансляції зимових Олімпійських ігор в Турині рейтинг каналу досяг рекордної для спеціалізованого каналу позначки — 14,7%.[9]
- 24 липня 2007 ліцензія телеканалу була анульована 29 серпня відбулося конкурс на пул частот під концепцію «Спортивне мовлення». У конкурсі взяли участь «Спорт» і 7ТВ. Федеральна конкурсна комісія віддала перевагу «Спорту» і в результаті ефір «Спорту» продовжилося на тих же частотах[10].
- 30 вересня 2009 року стало відомо, що з січня 2010 року телеканал «Спорт» змінить назву і поміняє концепцію. При цьому спортивне мовлення, згідно з заявою, буде збережено

 Необхідно дивитися трохи вперед на структурування холдингу, і ми вирішили піти по випробуваному маршруту — на базі телеканалу «Спорт» будемо робити телеканал із назвою «Росія-2». Але при цьому ми зберігаємо обсяг прямоефірної спорту і не будемо відмовлятися від трансляції соціально значимих видів спорту, таких як футбол, хокей, волейбол, баскетбол. Найцікавіші спортивні змагання проходили ввечері, і тому в денний час телеканал змушений був транслювати або повтори змагань, або не настільки цікаві спортивні події. Якщо ми підемо від спортивного дрібнотем'я, це нам дозволить зосередитися на головних змаганнях. Цей телеканал буде адресований іншій аудиторії, ніж аудиторія телеканалу «Росія». Це буде більш молода, активна, я б навіть сказав, жорстка аудиторія. 
 і РІА «Новости»
 Телеканал «Спорт» у тому форматі, в якому він існує, досяг межі своїх можливостей. Це, в першу чергу, пов'язано з тим, що коїться на ринку телемаркетингу. Конкуренція між платними спортивними каналами за ексклюзивні права на трансляцію підняла ціни у чотири-п'ять разів. Причому це стосується не тільки найбільших подій, але і змагань другого ешелону. При цьому, запускаючи проект «Росія-2», ми не відмовляємося від спорту. Всі знакові події — футбол, хокей, баскетбол, волейбол — будуть йти в прямому ефірі і в найповнішому обсязі. Ми тільки позбудемося повторів і низькорейтингових спортивних трансляцій, якими були змушені заповнювати денний ефір. Ми маємо намір значно омолодити аудиторію телеканалу. На новому телеканалі ми зможемо показувати в прайм-тайм то кіно і ті серіали, які на «Росії» може сприймати тільки аудиторія опівнічників. Такі кроки дозволять нам створити привабливий для рекламодавця продукт, залучити нову аудиторію, якої програми великих федеральних телеканалів не настільки цікаві, і зміцнити спортивне мовлення холдингу. — Із заяви Добродєєва газеті «Труд»
 Заздалегідь хочу всіх заспокоїти: у будь-якому випадку спорту на новому телеканалі буде не менше. Не для того цей проект [телеканал «Спорт»] створювався в 2002 році — в тому числі, і за участю перших осіб держави. Інтереси любителів спорту і простих вболівальників не будуть ущемлені. — Міністр РФ у справах спорту, молоді та туризму Віталій Мутко
- 23 грудня 2009 року в інтерв'ю газеті «Комерсант» Добродєєв підтвердив, що спортивні трансляції залишаться на телеканалі, а в лютому більша частина ефірного часу буде віддана трансляціям змагань на Зимових Олімпійських іграх у Ванкувері. Крім того, підтвердилася інформація, що 1 січня 2010 ребрендинг трапиться.
- 1 січня 2010 року в опівночі за московським часом телеканал змінив свою назву на «Росія-2».
- 11 січня 2010 року в інтерв'ю РІА «Новости» головний редактор телеканалу Дмитро Медников заявив, що у керівництва ВГТРК «є багато ідей» щодо того, яким повинен бути телеканал, однак головним завданням «Росії-2» є залучення інтересу широкої аудиторії до спортивного мовленню.

 Зараз головне, крім появи якихось пізнавальних лінійок, це залучення до спортивної частини мовлення інтересу не тільки аудиторії уболівальників і спортсменів, але більш універсальної аудиторії. Для цього необхідно піти по дорозі, по якій в демонстрації спорту йдуть не нішеві і вузькоспеціалізовані телеканали, а за яким йдуть універсальні федеральні канали. Тобто це максимальне створення портретів, подання спортсменів, позначення за рахунок цього драматургії відбуваються спортивних подій — це ключова річ. — Новий телеканал «Росія-2» має намір привернути увагу широкої аудиторії
 Медников також заявив, що в цілому спортивна тематика на каналі залишиться.
- 12 березня 2010 року, за кілька годин до початку першого матчу чемпіонату Росії з футболу, між ВГТРК і «НТВ-Плюс» почалися переговори про трансляцію матчів першості[12] До 6 квітня переговори зайшли в глухий кут[13] До вирішення питання підключилася як депутати Державної Думи, що запропонували зобов'язати ВГТРК закуповувати права на показ матчів[14] ЛДПР внесла в Держдуму питання за футбольними так і рядові вболівальники, зокрема, житель Примор'я Микола Смирнов запропонував спільними зусиллями викупити права на трансляцію у «НТВ-Плюс»[15]
- 14 квітня 2010 року в інтерв'ю агентству «Інтерфакс» Медников заявив, що наступного року на телеканалі може пройти тестова трансляція в 3D
- 25 квітні 2010 року прем'єр-міністр РФ Володимир Путін заявив, що «Росія-2» буде показувати матчі чемпіонату Росії з футболу і пообіцяв допомогти ВГТРК грошима в разі необхідності[16]
- У серпні 2010 року ВГТРК викупила в НТВ-Плюс права на трансляцію Англійської футбольної прем'єр-ліги[17].
- З листопада 2011 року телеканали «Росія-2» і Спорт-1 почали показувати матчі НХЛ.
- З 17 березня 2012 канал «Росія-2» проводить конкурс «Ти коментатор»

## Логотип
- Телеканал змінив 2 логотипу. Нинішній 3-го по рахунку.
- Логотип поміщається в правому верхньому куті.

|                                    |                |
| З 24 квітня 2009 по 31 грудня 2009 | З 1 січня 2010 |

## Мовлення
На 1 жовтня 2009 року програми телеканалу «Спорт», а згодом каналу «Росія-2» доступні для 82100000 чоловік, що проживають в 80-ти суб'єктах РФ, що становить 57,2% від загальної чисельності населення країни. Телеканал «Росія-2» входить до складу першого мультиплексу цифрового телебачення DVB-T2. Також велика частина спортивних трансляцій доступна на сайті Sportbox.ru.

## Спортивні трансляції

### Актуальні
На телеканалі «Росія 2» та інтернет-порталі Sportbox.ru будуть показані наступні змагання:
- Автоспорт: Формула-1;
- Баскетбол: Єдина ліга ВТБ
- Біатлон: КМ, ЧМ; ЧР;
- Лижні види спорту: КМ; ЧР;
- Бокс: Бої серед професіоналів;
- Волейбол: ЧР, Кубок і Суперкубок Росії, Гран-Прі;
- Теніс: Кубок Девіса, Кубок Федерації, «Кубок Кремля»;
- Фігурне катання: ЧС;
- Футбол: Чемпіонат Англії; Кубок Англії; Суперкубок Англії; Чемпіонат Росії (2 матчі з туру), Першість Росії першого дивізіону (1 матч з туру); Кубок Росії; Євро-2012
- Футзал: Чемпіонат Європи, Чемпіонат Світу
- Хокей з шайбою: Континентальна хокейна ліга, Національна хокейна ліга, ЧС серед юніорів; Чемпіонат світу з хокею, Еврохоккейтура;
- Універсіада: Літня;
- Регбі: КМ.
- Літні Олімпійські ігри 2012

### Раніше транслювалися
- Волейбол: Ліга чемпіонів 2010–2011 (бродкастера волейбольної ЛЧ був ВАТ «НТВ-Плюс», Р2 показав тільки фінал)
- Футбол Чемпіонат Італії (2007–2010)
- Футбол Ліга Чемпіонів і Кубок УЄФА (2006–2009)
- Баскетбол NBA (2008–2010), КР (2006–2010)
- Тріатлон Етапи КМ (2006), ЧЄ (2006)
- 'Гандбол' Ліга чемпіонів (2006–2008)
- Теніс Роллан Гаррос, Australian Open

Скорочення: ЧР — чемпіонат Росії, КМ — кубок світу, КР — Кубок Росії, ЧЄ — чемпіонат Європи, ЧС — чемпіонат світу.

## Тележурналісти і коментатори
- Дмитро Губернієв — коментатор біатлону, лижних гонок, плавання, веслування, ведучий програм «Вести-спорт», «Тиждень спорту», «Біатлон з Дмитром Губерніевим».
- Ілля Казаков — футбольний коментатор, ведучий передачі «Футбол Росії».
- Олександр Кузмак — коментатор, ведучий передач «Хокей України», «Постав запитання міністру».
- Костянтин Курочкін — коментатор автоспорту.
- Олексій Попов — коментатор Формули-1, кубка світу з регбі, ведучий передачі «Тиждень спорту».
- Григорій Твалтвадзе — коментатор футболу, хокею, керлінгу, гандболу, дзюдо, самбо і боротьби.
- Борис Скрипко — коментатор боксу.
- Андрій Шкаліков — коментатор боксу.
- Дмитро Бобцов — коментатор трансляцій змішаних єдиноборств.
- Олександр Ткачов — коментатор хокею і футболу.
- Роман Скворцов — коментатор баскетболу, хокею та футболу.
- Олексій Пешнін — коментатор хокею з шайбою, хокею з м'ячем і регбі.
- Сергій Гімал — хокейний коментатор, експерт.
- Олександр Кожевников — хокейний коментатор, експерт.
- Володимир Стогніенко — футбольний коментатор, ведучий програми «Футбол Росії».
- Роман Трушечкін — футбольний коментатор.
- Олександр Неценко — коментатор футболу, хокею.
- Олексій Васильєв — коментатор фігурного катання та легкої атлетики.
- Павло Черемисин — ведучий передачі «Вести-спорт», коментатор більярду.
- Дмитро Калугін — тенісний коментатор.
- Матвій Вознесенський — коментатор бобслею
- Денис Стойков — ведучий передачі «Вести-спорт», коментатор трансляцій сучасного п'ятиборства.
- Володимир Стецько — волейбольний коментатор
- Тарас Тимошенко — коментатор волейболу, тенісу, легкої атлетики та лижних гонок.
- Олександр Бедарев — футбольний / хокейний кореспондент, ведучий програми «Футбол Росії».
- Наталія Кларк — хокейний кореспондент, коментатор фігурного катання, ведуча передачі «Вести-спорт»
- Ольга Богословська — коментатор легкої атлетики.
- Олексій Осін — коментатор футболу, міні-футболу, тенісу, волейболу, лижного спорту та пляжного волейболу.
- Микола Попов — коментатор бадмінтону, художньої гімнастики, спортивної гімнастики, фігурного катання, стрибків з трампліну, ковзанярського спорту, тенісу і волейболу.
- Олександр Гришин — коментатор футболу, тенісу, автоспорту, велоспорту, фігурного катання і ковзанярського спорту.
- Мурад Латіпов — спортивний кореспондент
- Сергій Кузьминок — спортивний кореспондент
- Дмитро Ганічев — спортивний кореспондент
- Дмитро Лукашов — спортивний кореспондент, хокейний коментатор.
- Дмитро Занин — спортивний кореспондент
- Данила Медведєв — ведучий передачі "Наука 2.0. Програма на майбутнє "
- Микита Ковальчук — ведучий програми «Картавий футбол 2.0», футбольний коментатор.
- Анна Кастерова — ведуча програми "" Вести.ru. П'ятницю ", " Вести.ru "
- Дмитро Рибьяков — коментатор біатлону, лижного спорту та міні-футболу (з Тюмені)
- Анна Шевцова — коментатор скелетона і бобслею
- Дмитро Дуліченко — футбольний коментатор
- Максим Сенаторів — футбольний коментатор
- Дмитро Донський — хокейний коментатор
- Віктор Шестопалов — баскетбольний коментатор
- Сергій Лозовський — коментатор боксу
- Михайло Цибулін — коментатор Формули-1
- Карен Адамян — футбольний коментатор. Переможець конкурсу «Ти — коментатор»
- Олександр Логінов — футбольний коментатор. Переможець конкурсу «Ти — коментатор»
- Сергій Бадюк - ведучій програми «Все включено»

## Програми

### Трансльовані
| Назва                                        | Провідні                                                                                    | Опис | Періодичність                         | Хронометраж         | Телеканали, які також показують програму |
| -------------------------------------------- | ------------------------------------------------------------------------------------------- | --- | ------------------------------------- | ------------------- | ---------------------------------------- |
| «Вести.ru»                                   | Анна Кастерова, Олена Акіньшина                                                             | Інформаційна програма про найпрогресивніших новинах в країні і світі. Виходить чотири рази на день по буднях. У деяких регіонах країни випуски перекриваються місцевими мовниками . | Щодня, крім вихідних                  | 15 хвилин           | РТР-Планета                              |
| «Вести.ru. П'ятниця »                        | Анна Кастерова                                                                              | Щотижнева інформаційно-розважальна програма про головні події тижня. | Щотижня, по п'ятницях                 | 30 хвилин           | РТР-Планета                              |
| «Вести-спорт»                                | Різні                                                                                       | Інформаційна програма, що розповідає про головні спортивні події в Росії і у світі.                                                                                                 | Щодня                                 | Від 10 до 30 хвилин | РТР-Планета, Росія-24                    |
| «АвтоВесті»                                  |                                                                                             | Програма для автолюбителів: новини, тест-драйви, і багато іншого зі світу автопрому.                                                                                                | Щотижня                               | 15 хвилин           | Росія-24                                 |
| «Біатлон з Дмитром Губерніевим»              | Дмитро Губернієв                                                                            | Щотижневий тележурнал про біатлоні. | Щотижня                               | 30 хвилин           |                                          |
| «Постав запитання міністру»                  | Олександр Кузмак, Віталій Мутко                                                             | Щомісячна програма, в ході якої міністр спорту, туризму і молодіжної політики Росії Віталій Мутко в прямому ефірі відповідає на запитання телеглядачів.                             | Щомісяця, кожну останню суботу        | 40 хвилин           |                                          |
| «Тиждень спорту»                             | Олексій Попов або Дмитро Губернієв                                                          | Щотижнева інформаційно-аналітична програма про новини спорту за минулий тиждень. | Щотижня, по понеділках                | 50 хвилин           | Спорт-2                                  |
| «Основний склад»                             | Ірина Шадріна і Михайло Генделем                                                            | Цикл передач про видатних російських хокеїстів. |                                       | 30 хвилин           | КХЛ ТБ                                   |
| «Мисливці за адреналіном»                    |                                                                                             | Передача про людей, що займаються екстримом. |                                       |                     | Моя планета                              |
| «Моя риболовля»                              | Станіслав Радзишевський                                                                     | Програма про спортивну риболовлю. | Щотижня                               | 20 хвилин           |                                          |
| «Країна спортивна»                           | Місцеві кореспонденти ВГТРК                                                                 | Огляд спортивних подій в регіонах Росії. | Щотижня, по неділях                   | 25 хвилин           |                                          |
| «Територія бою»                              | Дмитро Губернієв                                                                            | Ток-шоу про бойові мистецтва. |                                       |                     |                                          |
| «Удар головою»                               | Юрій Дудь                                                                                   | Футбольне шоу. | Щотижня, по четвергах.                |                     |                                          |
| «Формула швидкості»                          | Марія Моргун                                                                                | Передача про «Формулі-1» | Під час проведення гонки.             |                     |                                          |
| «Футбол її величності»                       | Володимир Стогніенко, Олександр Ткачов, Роман Трушечкін, Олександр Гришин, Олександр Кузмак | Інформаційно-аналітична програма про події Англійської Прем'єр-ліги. На даний момент виходить як блок новин англійського футболу в рамках програми «Футбол.ru».                     |                                       |                     |                                          |
| «Футбол Росії» « Футбол Росії. Перед туром » | Ілля Казаков, Володимир Стогніенко, Олександр Бедарев, Роман Скворцов                       | Інформаційно-аналітична програма про російський футбол. |                                       |                     |                                          |
| «Футбол.ru»                                  | Роман Трушечкін                                                                             | Інформаційно-аналітична програма про події кожного туру чемпіонату Росії з футболу.                                                                                                 | Щотижня, по неділях.                  |                     |                                          |
| «Хокей Росії»                                | Олександр Кузмак, Олександр Ткачов, Андрій Журанков, Ксенія Інденко                         | Інформаційно-аналітична програма про російський хокеї. | Щотижня, по середах або четвергах     | 40 хвилин           |                                          |
| «90x60x90» (раніше - «Поза грою»)            | Катерина Кірільчева та Марія Горбань                                                        | Ток-шоу за участю футболістів. |                                       |                     |                                          |
| «Top Gear»                                   | Джеремі Кларксон, Річард Хаммонд, Джеймс Мей та Стіг                                        | Популярне автомобільне шоу. Виробництво BBC. |                                       | 65 хвилин           |                                          |
| «Альманах»                                   |                                                                                             | Огляд цікавих подій в сфері науки і технологій. |                                       |                     |                                          |
| «У світі тварин»                             | Микола Дроздов                                                                              | Легендарна телепередача про тварин. | Щотижня                               | 30 хвилин           | Моя планета                              |
| «Магія пригод»                               | Сергій Ястржембський                                                                        | Авторський проект. | Щотижня                               | 55 хвилин           | Моя планета                              |
| «Моя планета»                                | Різні                                                                                       | Програми пізнавального телеканалу. | Щодня                                 |                     | Моя планета                              |
| «Великий стрибок»                            |                                                                                             | Цикл документальних науково-популярних фільмів ВГТРК. |                                       | 30 хвилин           | Моя планета, Наука 2.0, Росія-24         |
| «Почати спочатку»                            | Дмитро Полонський (за кадром)                                                               | Цикл фільмів про спортсменів, на долю яких випали суворі життєві випробування. | Щотижня                               | 30 хвилин           | Спорт-2                                  |
| «Рейтинг Тимофія Баженова»                   | Тимофій Баженов                                                                             | Передача про найнебезпечніших тварин світу. | Щотижня                               | 30 хвилин           | Моя планета                              |
| «Спортивна наука»                            |                                                                                             | Спортивно-пізнавальне шоу (Велика Британія). |                                       | 30 хвилин           | Наука 2.0                                |
| «Страна.ru»                                  | Різні                                                                                       | Цикл передач про подорожі та географії Росії. |                                       | 30 хвилин           | Моя планета                              |
| «Технології спорту»                          |                                                                                             | Документальний серіал про досягнення і застосуванні спортивної науки. |                                       | 30 хвилин           | Наука 2.0, Спорт-2                       |
| «Top Gerl»                                   | Едуард Мацаберідзе, Ігор Куролєсов, Микола Камка                                            | Розважальний конкурс краси. | Щотижня                               | 55 хвилин           |                                          |
| «Все включено»                               | Ірина Шадріна, Михайло Генделем                                                             | Передача про життя в спорті і про спорт в житті. | Щодня, крім вихідних                  |                     | Спорт-2                                  |
| «Музичний тайм-аут»                          |                                                                                             | Музичні кліпи вітчизняних і зарубіжних артистів в нічному ефірі телеканалу «Росія-2».                                                                                               |                                       |                     |                                          |
| «Індустрія кіно»                             | Іван Кудрявцев                                                                              | Щотижнева інформаційна програма про події світового кінематографа. | Щотижня                               | 30 хвилин           | Росія-24                                 |
| «Програма на майбутнє»                       | Данила Медведєв                                                                             | Пізнавальна програма про плани нашого життя в майбутньому. | Щотижня                               | 30 хвилин           | Наука 2.0                                |
| «Справа часу»                                |                                                                                             | | Щотижня                               | 30 хвилин           | Наука 2.0                                |
| «Людський FAQтор»                            |                                                                                             | | Щотижня                               | 30 хвилин           | Наука 2.0                                |
| «ЕХперіменти»                                | Антон Войцеховський                                                                         | | Щотижня                               | 30 хвилин           | Наука 2.0                                |
| «ІгроПром»                                   | Михайло Лисецький                                                                           | Програма про відеоіграх. | Щотижня, в рамках програми «П'ятниця» | 10 хвилин           | РТР-Планета                              |
| «Картавий Футбол ver.2.0»                    | Микита Ковальчук                                                                            | Телеверсія відомого інтернет-проекту, програма про футбол. | Щотижня                               | 23 хвилини          |                                          |
| «Великий тест-драйв з Стиллавин»             | Сергій Стиллавин                                                                            | Телеверсія автомобільної програми | Щотижня                               | 45 хвилин           |                                          |
| «Майстер спорту»                             | Михайло Фішер                                                                               | Розважально-інформаційна програма. | Щотижня                               | 30 хвилин           |                                          |
| «Спортback»                                  | Ліза Семенова                                                                               | Розважально-інформаційна програма про ОІ-2012. | Щотижня                               | 22 хвилини          |                                          |
| «Білий проти Білого»                         | Сергій і Микита Белоголовцеви                                                               | Спортивне шоу. | Щотижня                               | 30 хвилин           |                                          |
| «Планета футболу Володимира Стогніенко»      | Володимир Стогніенко                                                                        | Пізнавальна програма про футбольних місцях планети. | Щотижня                               | 30 хвилин           |                                          |
| «Загрози сучасного світу»                    |                                                                                             | Огляд загроз сучасного світу. | Щомісяця                              | 30 хвилин           |                                          |

### Колишні в трансляції
- «Залізний переділ» — передача про мотоциклах. Виробництво телеканалу « Моя планета».
- «Там, де нас немає» — програма про життя за кордоном. Виробництво телеканалу « Моя планета».
- «Я можу» — реаліті-шоу.
- "Банку коміксів. Спорт "- спортивні скетчі.
- «Літопис спорту» — спочатку програма розповідала про конкретну подію з історії радянського спорту. Потім вона перетворилася в щорічник про спортивні події на подобі « Намедни». Спочатку програму вів Олександр Єлагін, незабаром його змінив актор Юрій Голубцов[19].

### Очікувані
В 2011–2012 роках на Росії-2 з'являться безліч нових телепроєктів, серед яких:
- «Давайте танцювати — Другий сезон» — реаліті-шоу, де учасники вчилися виконувати латиноамериканські танці, а потім змагалися в цьому вмінні на фінальному турнірі. Раніше на НТВ-ПЛЮС.
- «Вести-Шоубіз» — новини кіно, музики і світського життя.
- Дмитро Медников неодноразово заявляв про те, що головним завданням телеканалу є популяризація спорту в Росії через створення образів спортсменів.

## Цікаві факти
- У перші місяці мовлення каналу (з 22 червня по 31 серпня 2003 року) його трансляція здійснювалася без реклами. Комерційна реклама з'явилася на каналі тільки з 1 вересня 2003 року.
- Диктор «Росії-2» Артем Кретов знявся в рекламі «Домашні гроші».[20] Цей рекламний ролик ротується саме на цьому каналі.